# Селигерский путь

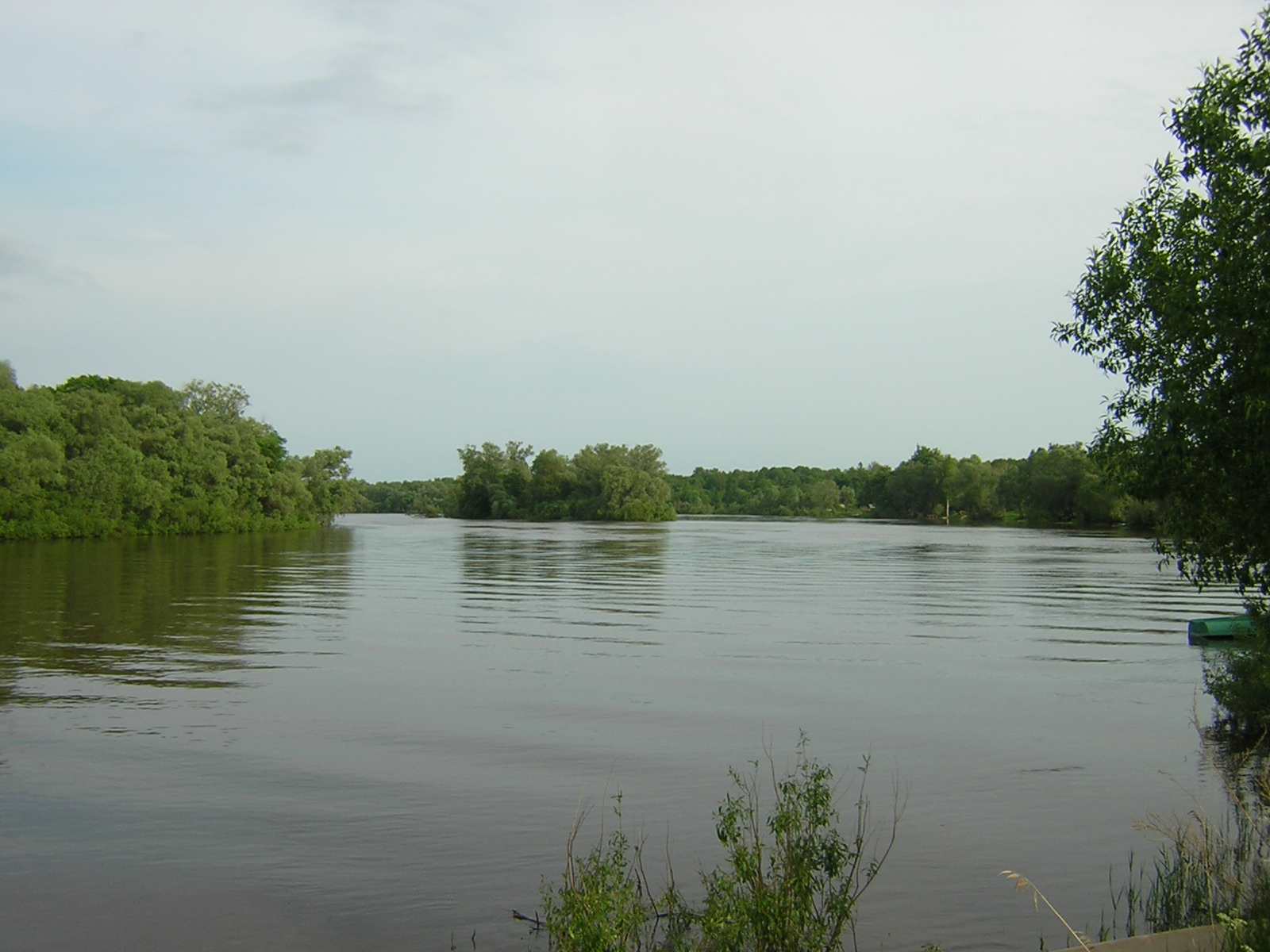
р. Пола (бассейн оз. Ильмень)

оз. Селигер

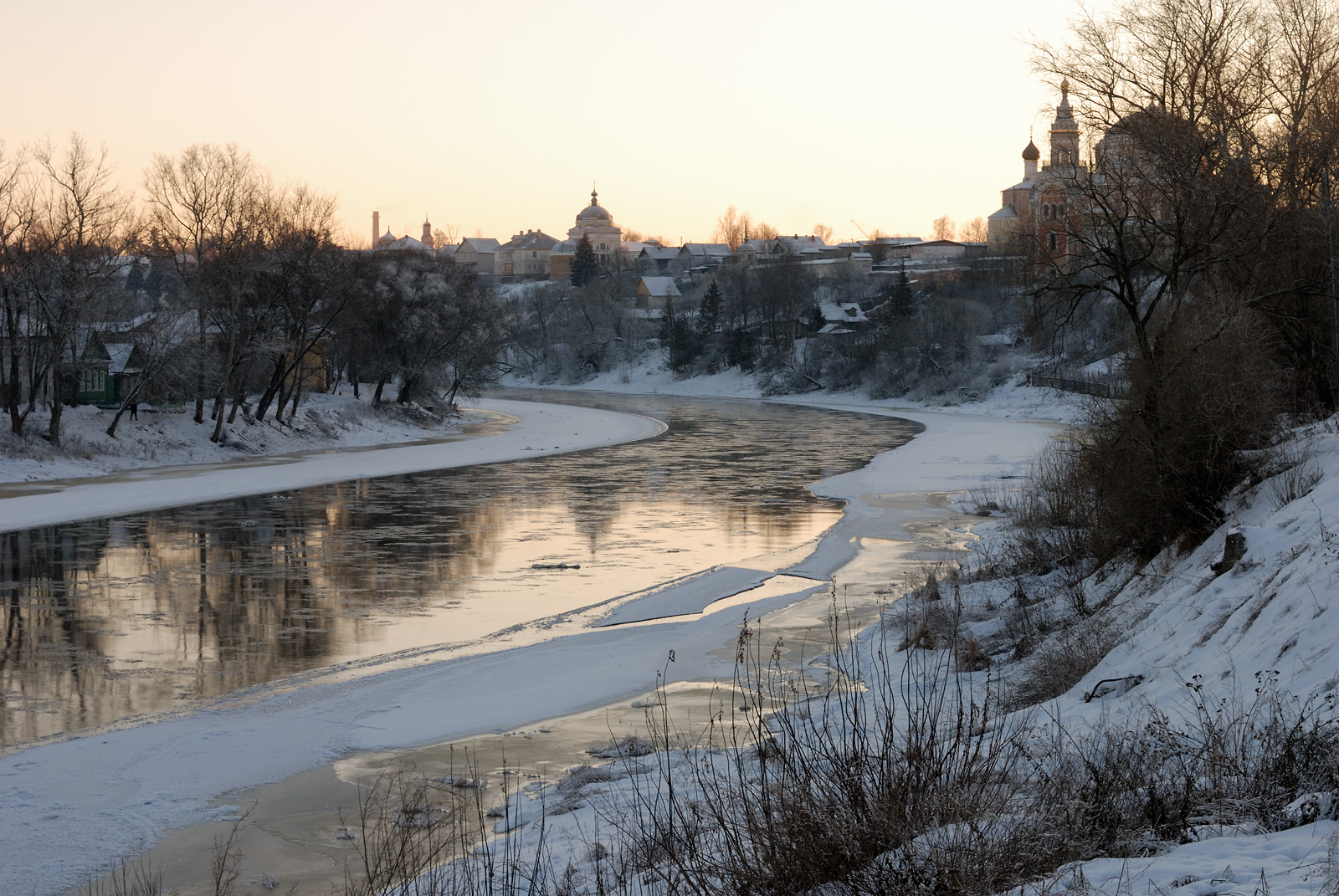
р. Тверца (бассейн р. Волги)

Селиге́рский путь (летоп. Серегерский путь) — один из торговых путей, связывавших Новгород Великий с низовскими землями. На нём стоял новгородский город Торжок (Новый Торг, впервые упомянут летописью под 1139 г.) и город Владимиро-Суздальского княжества Тверь. Название происходит от озера Селигер, по воде (с волоками) и льду которого проходил путь.

## Маршрут
Путь от Волги в Новгород проходил до Торжка вверх по Тверце, левому притоку Волги. Далее были возможны следующие маршруты:
- по Мсте и её правому притоку Волме;
- Яжелбицкая дорога от Торжка через Вышний Волочёк и Яжелбицы. По версии П. П. Семенова-Тяньшанского[2], этот путь проходил через Селигер. Согласно расчёту Янина В. Л., в пользу отождествления летописного Селигерского пути[3] именно с этим вариантом говорит расстояние от Новгорода до Игнача Креста, у которого прекратили своё движение на Новгород монголы в марте 1238 года;
- Демонская дорога (через Демянск, известен с 1406 года) из Селигера через реку Явонь, приток Полы, впадающей в озеро Ильмень.
- От Селигера через реку Щебереха в Полу и озеро Ильмень.